# Град Грачаница
Град Грачаница је јединица локалне самоуправе у Тузланском кантону, на сјевероистоку Федерације БиХ. Сједиште је у Грачаници.
Град захвата већи дио долине ријеке Спреча у њеном доњем току и дио планине Требава. Граничи се са општинама Градачац на сјеверу, Сребреник на истоку, те Лукавац на југоистоку. Граничне општине са јужне и западне стране су Петрово, Добој Исток и Добој. Некадашња општина је до рата 1992—1995. покривала површину од 387 км2, да би јој након потписивања Дејтонског споразума остала територија од 219 км2.

## Становништво
На овом подручју је по статистици из 2013. године живјело 45.220 становника у 18 мјесних заједница.
По посљедњем службеном попису становништва из 1991. године, општина Грачаница је имала 59.134 становника, распоређених у 28 насељених мјеста.
| Националност       | 1991.           | 1981.           | 1971.           |
| Муслимани          | 42.599 (72,03%) | 38.189 (70,31%) | 33.135 (70,57%) |
| Срби               | 13.558 (22,92%) | 13.226 (24,35%) | 13.135 (27,97%) |
| Хрвати             | 132 (0,22%)     | 135 (0,24%)     | 199 (0,42%)     |
| Југословени        | 1.530 (2,58%)   | 2.047 (3,76%)   | 184 (0,39%)     |
| остали и непознато | 1.315 (2,22%)   | 714 (1,31%)     | 297 (0,63%)     |
| Укупно             | 59.134          | 54.311          | 46.950          |

| Национални састав према попису из 2013. године‍ | Национални састав према попису из 2013. године‍ | Национални састав према попису из 2013. године‍ | Национални састав према попису из 2013. године‍ | Национални састав према попису из 2013. године‍ |
| ---------------------------------------------- | ---------------------------------------------- | ---------------------------------------------- | ---------------------------------------------- | ---------------------------------------------- |
|                                                |                                                |                                                |                                                |                                                |
| Бошњаци                                        | Бошњаци                                        |                                                | 43.857                                         | 96,99%                                         |
| Срби                                           | Срби                                           |                                                | 157                                            | 0,34%                                          |
| Хрвати                                         | Хрвати                                         |                                                | 72                                             | 0,15%                                          |
| остали                                         | остали                                         |                                                | 1.134                                          | 2,50%                                          |
| укупно: 45.220                                 |                                                |                                                |                                                |                                                |

## Насељена мјеста
Послије потписивања Дејтонског споразума, највећи дио пријератне општине Грачаница ушао је у састав Федерације БиХ. У састав Републике Српске ушла су насељена мјеста: Босанско Петрово Село, Какмуж, Карановац, Порјечина и Сочковац (данас припадају општини Петрово), Бољанић и дијелови насељених мјеста: Скиповац Доњи и Скиповац Горњи (данас припадају Граду Добоју).
Насељена мјеста Бабићи, Доборовци, Доња Лохиња, Џакуле, Горња Лохиња, Грачаница, Лендићи, Лукавица, Малешићи, Миричина, Ораховица Доња, Ораховица Горња, Пискавица, Прибава, Пријеко Брдо, Рашљева, Скиповац Доњи (дио), Скиповац Горњи (дио), Соко, Стјепан Поље, Шкаховица и Врановићи и данас припадају општини Грачаница.